# گلیم سفره کردی
گلیم سفره کردی نوعی گلیم است که به دست زنان عشایر کرد خراسان شمالی و خراسان رضوی بافته شده و تولید آن در شهرستان‌های شیروان، بجنورد، قوچان فاروج، اسفراین و دیگر شهر های کرد نشین استان خراسان بزرگ رواج دارد.
سفره کردی خراسان شمالی در پنجمین جلسه شورای عالی سیاستگذاری ثبت آثار تاریخی و میراث ناملموس در سال ۱۳۹۱، در فهرست آثار ملی قرار گرفت. گلیم سفره کردی در دی ماه سال ۱۳۹۲ موفق به دریافت نشان اصالت یونسکو شد.

## ویژگی‌ها
این گلیم روزگاری به دلیل نقوش ویژه به‌کار رفته در آن وسیله‌ای مقدس تلقی می‌شد اما امروزه به دلیل گرانی و وضعیت دشوار معیشتی افراد، به عنوان زیرانداز مورد استفاده قرار می‌گیرد.
این زیرانداز که به خاطر نقوش زیبای حیوانات حلال گوشت، میوه‌های مختلف و غلات، به عنوان سفره ساکنان شهرستان‌های خراسان شمالی مورد استفاده قرار می‌گرفت، امروزه کاربردی جز زیرانداز ندارد.
این گلیم بسیار ظریف، پشمی است و رنگ‌های متنوعی نیز در آن به‌کار رفته است.
آش‌خانه به عنوان یکی از فعال‌ترین شهرستان‌های خراسان شمالی در تولید این دستبافته محسوب می‌شوند.
از بافته‌های داری، کفش و پاپوش‌های سنتی و دست‌دوز و وسایل سنتی مورد استفاده در مراسم سنتی افراد این منطقه به عنوان صنایع‌دستی اصیل مردم شهرستان‌های خراسان است.
سفره کردی یک هنر خاص از بافته‌های داری منحصربه‌فرد زنان کرد عشایر شمال خراسان است و بعنوان هنری وصف‌ناپذیر مطرح است که نمادهای اشتیاقی و ذوق و احساس آنان نسبت به طبیعت و تاریخ قومی و فرهنگی را در خود جای داده است و نقش‌های بافته شده نشان از عظمت فرهنگ، هنر، باورها، آداب و رسوم، و تاریخ پر فراز و نشیب قومی کردهای این دیار را با خود به یدک می‌کشد. نمادها در سفره کردی همگی بیانگر کرامت قومی و احترام به طبیعت است. نگاره و نقوش سفره کردی در واقع نقش‌های کهنی هستند که در نوع خود بی‌نظیر هستند. نقش‌های بافته‌شده در این هنر بیشتر حیوان و انسان است، نمادها در سفره کردی بیشتر نماد نوع زندگی و معیشتی و سیستم اجتماعی و فرهنگی کردهای این دیار را در خود جای داده‌است.